# Болонський конкордат
Боло́нський конкорда́т — угода між французьким королем Франциском I і римським папою Левом X, укладена 18 серпня 1516 в Болоньї. Укладанню конкордату передували перемовини після перемоги при Мариньяно у вересні 1515, а основні положення конкордату були узгоджені під час особистих зустрічей Франциска I й папи в Болоньї 11—15 грудня 1515 року.
Конкордат замінив собою Прагматичну санкцію (1438), яка виявилась неефективною в забезпеченні свободи церкви у Франції. Відповідно до конкордату за папою зберігалось право бути верховною інстанцією церковного суду, а французькому королю, в свою чергу, надавалось право призначення на вищі церковні посади (раніше належали канонікам і ченцям). Таким чином, на території Франції було юридично закріплено підпорядковане положення церкви відносно до королівської влади. Церковні прибутки й бенефіції, якими розпоряджався відтоді король, стали засобом винагороди аристократії. Це частково вирішило питання про секуляризацію церковних земель у Франції. Болонський конкордат, підтверджений на П'ятому Латеранському соборі (1512—1517), діяв до 1682 року.